# جامعة بالدوين والاس
جامعة بالدوين والاس (بالإنجليزية:Baldwin Wallace University) إختصارا (BW) هي جامعة خاصة في بيريا، أوهايو الولايات المتحدة الامريكية. تأسست في عام 1845 باسم معهد بالدوين من قبل رجل الأعمال الميثودي جون بالدوين. اندمجت المدرسة مع كلية والاس الألمانية المجاورة في عام 1913 لتصبح كلية بالدوين والاس.
لدى جامعة بالدوين والاس موقعان للحرم الجامعي بيريا، الذي يعمل بمثابة الحرم الجامعي الرئيسي، وجامعة بالدوين والاس في كلية الشركات الشرقية في وارتسفيل هايتس. يسجل اليوم لدى جامعة بالدوين والاس حوالي 3050 طالبًا جامعيًا بدوام كامل، و800 متعلم بالغ في المساء وعطلة نهاية الأسبوع، و830 طالب دراسات عليا. تقوم جامعة بالدوين والاس بتجنيد الطلاب من جميع أنحاء أوهايو وكذلك الطلاب من جميع أنحاء الولايات المتحدة وعلى المستوى الدولي. شعار بالدوين والاس هو «خلق مواطنين مساهمين ومتعاطفين في مجتمع عالمي متزايد». تتنافس فرق بالدوين والاس الرياضية كأعضاء في الرابطة الوطنية لرياضة الجامعات المستوى الثالث لألعاب القوى في مؤتمر أوهايو الرياضي.
تشتهر جامعة بالدوين والاس ببرامجها التعليمية والتجارية وعلوم الأعصاب والموسيقى. جامعة بالدوين والاس هي موطن لمعهد ريمنشنايدر ومعهد بالدوين والاس للموسيقى. يحمل المعهد الموسيقي لقب أقدم مهرجان جامعي باخ في البلاد. محطة WBWC الإذاعية للكلية معروفة في جميع أنحاء منطقة كليفلاند.

## التاريخ

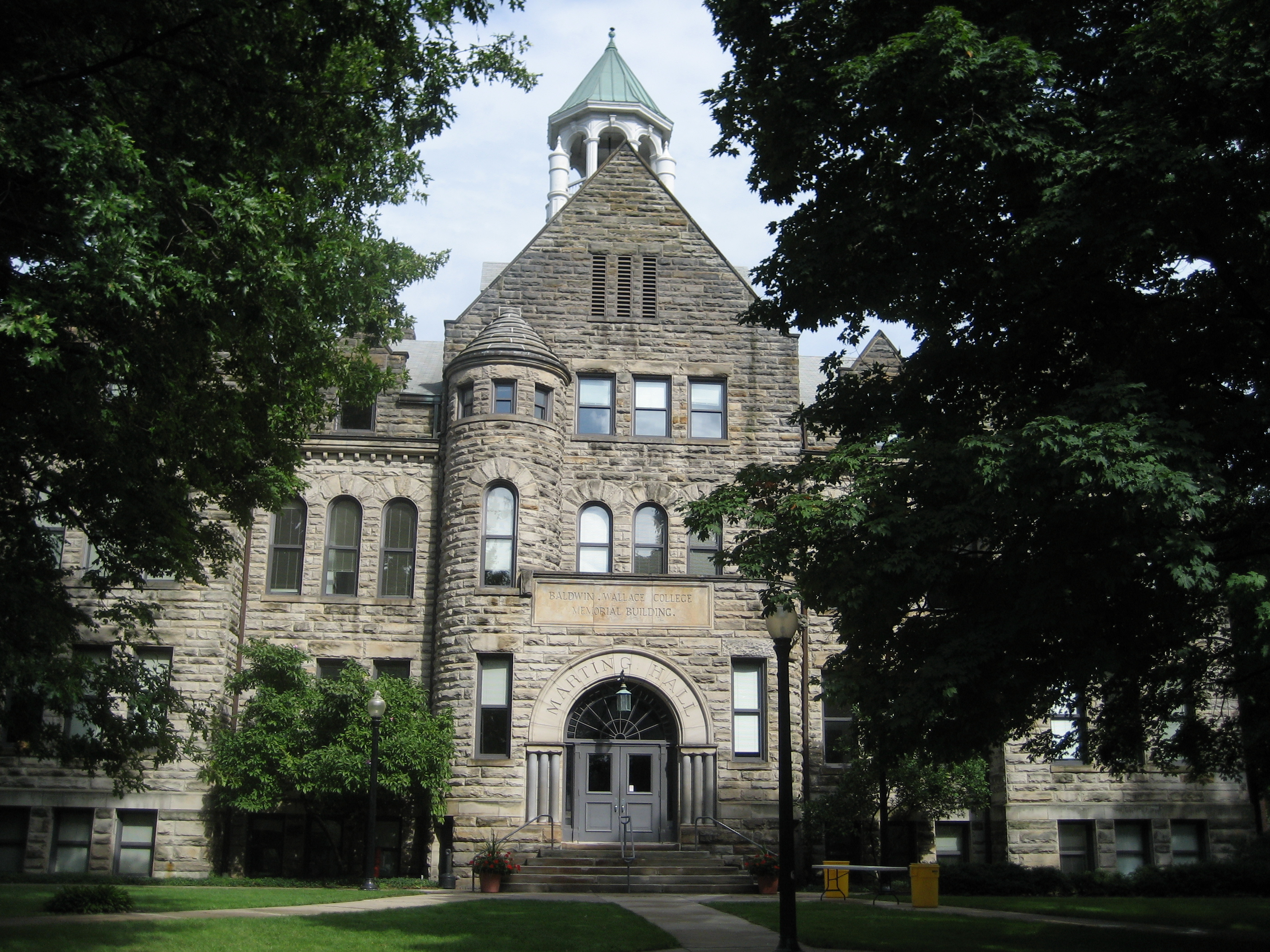
صالة مارتينج

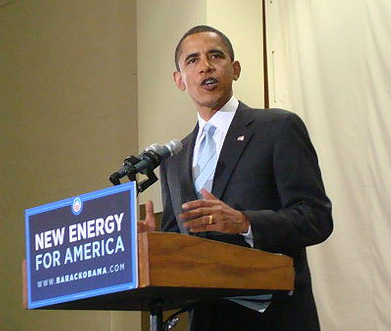
المرشح الرئاسي باراك أوباما يتحدث في مركز لو هيجينز جامعة بالدوين والاس في عام 2008

تأسست الجامعة ومدينة بيريا من قبل مستوطنين ميثوديست من ولاية كونيتيكت. تحرك هؤلاء المستوطنون غربًا بعد أن أحرق البريطانيون منازلهم في حرب الثورة. أصبحت المنطقة الواقعة في شمال أوهايو معروفة باسم ويسترن ريزيرف (تم تحديد جزء منها باسم النار، حيث قدمت ولاية كونيتيكت منحًا لضحايا الحرائق هؤلاء). كان جون بالدوين من أوائل المستوطنين في هذه المنطقة. تمتع بالدوين بنجاح مبكر في صناعة مقلع الحجر الرملي. أسس معهد بالدوين في النهاية عام 1845. أصبح معهد بالدوين جامعة بالدوين عام 1856. أدى شعور بالدوين بالمساواة إلى قبول المدرسة لأي طالب بغض النظر عن العرق أو الجنس،  وكان من أوائل الذين فعلوا ذلك في البلاد. علاوة على ذلك، لم تكن دورات جامعة بالدوين منفصلة. أدت زيادة عدد العمال الألمان في مقالع الحجر الرملي في بلدوين إلى إنشاء قسم ألماني في المعهد.
| رئيس                                                                                | سنوات     |
| ----------------------------------------------------------------------------------- | --------- |
| آرثر لويس بريسليش                                                                   | 1913-1918 |
| ألبرت بوينتون ستورمز                                                                | 1918-1933 |
| لويس سي رايت                                                                        | 1934-1948 |
| جون لودين نايت                                                                      | 1949–1954 |
| ألفريد بريان بوندز                                                                  | 1955-1981 |
| نيل ماليكي                                                                          | 1981-1999 |
| مارك كولير                                                                          | 1999-2006 |
| ريتشارد دورست                                                                       | 2006-2012 |
| روبرت سي هيلمر                                                                      | 2012–     |
| هذه القائمة لا تشمل الرؤساء بالوكالة أو أي رؤساء أمام الكليتين مجتمعين في عام 1913. |           |

سمي القس جاكوب روثويللر، الأستاذ بجامعة بالدوين، بمشروعه على اسم جيمس والاس، وتأسست كلية والاس الألمانية عام 1855. كان الطلاب في كلا المؤسستين أحرارًا في التسجيل في دورات في بالدوين أو والاس الألمانية. كان بالدوين والاس المستفيدان الرئيسيان من كليتي بيريا. بعد وفاتهم وتدهور صناعة المحاجر في أوهايو، اقتربت جامعة بالدوين من الانهيار المالي. كانت الخيارات محدودة، وفكرت الكنيسة الميثودية المتحدة في دمج المدارس مع جامعة أوهايو ويسليان الأكثر نجاحًا في عام 1874، لتشكيل جامعة كليفلاند. تم التخلي عن مفهوم جامعة كليفلاند لحل أكثر أناقة. اندمجت جامعة بالدوين وكلية والاس الألمانية في عام 1913 لتشكيل كلية بالدوين والاس.
يمكن أن يكون حرم الكلية الحالي معتمدًا إلى حد كبير لقيادة ألفريد بريان بوندز؛ خلال معظم منتصف القرن العشرين، نمت بالدوين والاس لتصبح مؤسسة كبيرة ومحترمة في الضواحي. أشرف بوندز على بناء خمسة عشر مبنى في الحرم الجامعي خلال فترة عمله البالغة 26 عامًا. عملت فترة نيل ماليكي كرئيس للكلية على استقرار الأوضاع المالية للكلية والأوقاف، وأخيراً وضع بالدوين والاس في الأمن المالي بعد سنوات من الصراع المالي. بعد رئاسة ماليكي، شغل مارك كوليير منصب الرئيس لمدة سبع سنوات، حيث أشرف على الخطة الرئيسية للحرم الجامعي التي أدت إلى العديد من التجديدات الكبرى في الحرم الجامعي. قامت الكلية في السنوات الأخيرة بتوسيع وتجديد قاعات الإقامة والمباني الأكاديمية. بالإضافة إلى ذلك، قامت الكلية بشراء المباني الموجودة في مجتمع بيريا للاستخدام الأكاديمي والسكني للطلاب.
في خريف عام 2011، تم تطوير فريق عمل من قبل رئيس جامعة بالدوين والاس ديك دورست. في 11 فبراير 2012، أُعلن أن كلية بالدوين والاس ستصبح جامعة بالدوين والاس بعد موافقة مجلس أمناء جامعة بالدوين والاس. سيصبح الاسم ساريًا في 1 يوليو 2012، مع التنفيذ الكامل بحلول نهاية عام 2012. بالإضافة إلى تسمية الجامعة الجديدة وختمها وشعارها، ستسقط كلمة "BW" الواصلة في اسمها.
في السنوات الأخيرة، كانت جامعة بالدوين والاس نقطة توقف للمرشحين السياسيين. خلال الحملة الرئاسية لعام 2008 ، استضافت جامعة بالدوين والاس الرئيس النهائي باراك أوباما والمرشح الرئاسي لعام 2008 جون ماكين. في عام 2012 استضافت جامعة بالدوين والاس نائب المرشح الرئاسي بول رايان مع كوندوليزا رايس. كان آخر رئيس جالس قبل أوباما يزور جامعة بالدوين والاس هو رونالد ريغان خلال سباق جورج إتش دبليو بوش الرئاسي عام 1988. أسفرت الحملة الرئاسية لعام 2016 عن زيارات من بيرني ساندرز  واستضافة حزب جامعة بالدوين والاس ليلة الانتخابات التمهيدية الرئاسية لحاكم ولاية أوهايو جون كاسيش في ولاية أوهايو.
في عام 2019، صوت أمناء جامعة بالدوين والاس على عدم الانتماء للكنيسة الميثودية المتحدة بعد 174 عامًا.

## أكاديميون

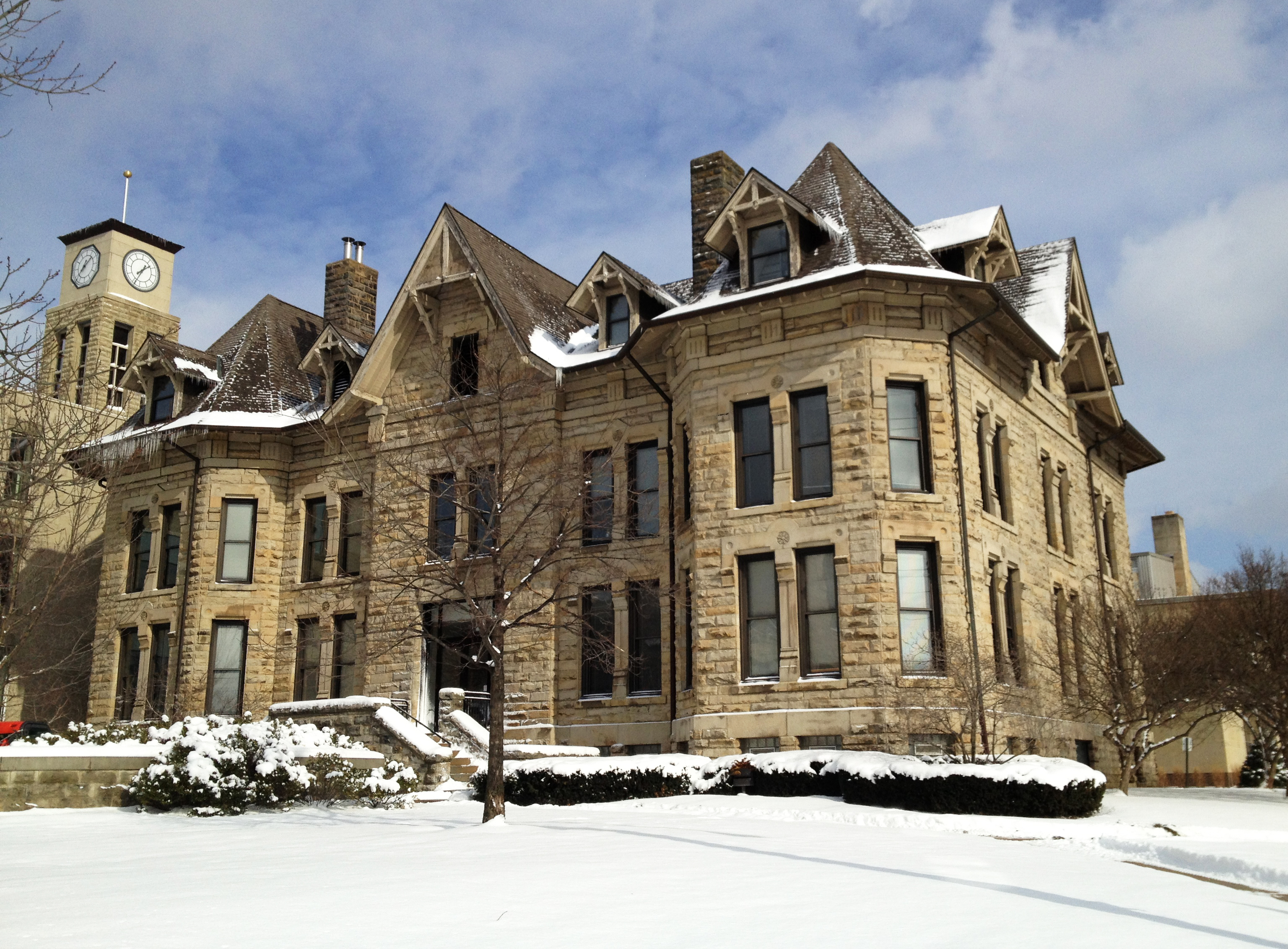
قاعة كارنيجي جزء من مركز ماليكي

تقدم بالدوين والاس أكثر من 80 تخصصًا، بالإضافة إلى العديد من البرامج التعاونية وما قبل المهنية. تشمل البرامج المسائية وعطلة نهاية الأسبوع 12 تخصصًا وستة برامج شهادات. بالنسبة لبرامج البكالوريوس تؤدي هذه التخصصات إلى الحصول على درجة بكالوريوس الآداب، وبكالوريوس العلوم، وبكالوريوس العلوم في التربية، وبكالوريوس الموسيقى، وبكالوريوس الموسيقى في التربية، أو بكالوريوس العلوم في التمريض. علاوة على ذلك، تقدم جامعة بالدوين والاس 16 برنامجًا للماجستير تؤدي إلى إحدى درجات ماجستير الآداب في التربية أو ماجستير إدارة الأعمال. تقدم جامعة بالدوين والاس برامج وبعض الدورات عبر الإنترنت. يوجد في جامعة بالدوين والاس 201 عضو هيئة تدريس بدوام كامل، 80٪ منهم حاصلون على درجة الدكتوراه أو درجات نهائية أخرى.
تضم الكلية 27 قسمًا أكاديميًا تؤدي إلى درجة البكالوريوس. بالإضافة إلى الدراسة في الحرم الجامعي، يتمتع الطلاب أيضًا بفرصة توسيع آفاقهم من خلال عدد من برامج الدراسة خارج الحرم الجامعي. تظل الفنون الليبرالية في قلب البرنامج الأكاديمي، ولكن يتم تعزيزها بفرص لاستكشاف الخيارات الوظيفية وتطوير المهارات المهنية. تشتهر جامعة بالدوين والاس في الغرب الأوسط ببرامجها التعليمية والتجارية والاستدامة. جامعة بالدوين والاس معترف بها أيضًا على المستوى الوطني لبرنامج البكالوريوس في علم الأعصاب ومعهد الموسيقى.

### معهد الموسيقى

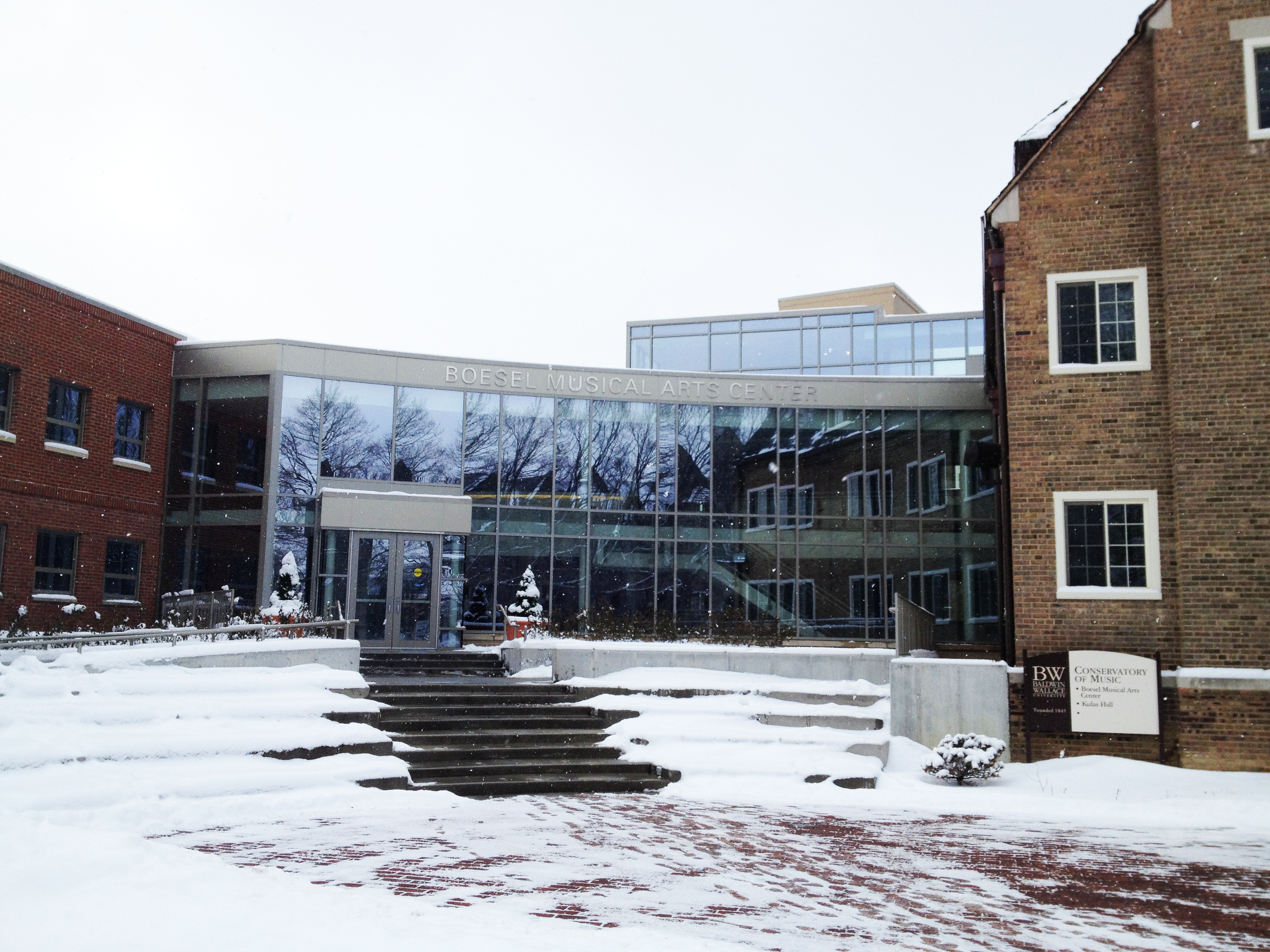
مركز بوسيل الموسيقي المتصل بالعديد من المباني التي تشكل جامعة بالدوين والاس Conservatory of Music

معهد بالدوين والاس للموسيقى هو جزء من جامعة بالدوين والاس. المبنى الرئيسي للمعهد الموسيقي هو قاعة كولاس. يحمل المعهد الموسيقي لقب موطن أقدم مهرجان باخ الجماعي في البلاد. يغطي المعهد الموسيقي للموسيقى تخصص دراسة الموسيقى، والإبداع، والأداء، وعلم أصول التدريس.

### جامعة بالدوين والاس في كلية الشركات الشرقية
خارج الحرم الجامعي الرئيسي في بيريا، يقدم بالدوين والاس دروسًا في كلية الشركات الشرقية، وهو قسم من كلية المجتمع كوياهوجا في وارتسفيل هايتس أوهايو. يركز الموقع على الاحتياجات التعليمية للبالغين العاملين وأصحاب العمل، حيث يتم تسجيل الطلاب في دورات التعليم الجامعي والدراسات العليا والتنفيذية.

### البرامج الدولية
لدى جامعة بالدوين والاس العديد من البرامج الدولية التي يمكن لكل المؤهلين المشاركة فيها. تدير الكلية العديد من برامجها الخاصة بالإضافة إلى برامج تبادل الطلاب الدوليين في جامعة كانساي غايداي (اليابان) وجامعة المسيح (الهند) وجامعة إيوا (كوريا) وجامعة صن شاين كوست (أستراليا) وجامعة أوسنابروك (ألمانيا) ويورك جامعة سانت جون (إنجلترا)، جامعة هال (إنجلترا)، جامعة ويبستر فيينا (النمسا)، الفصل الدراسي في البحر، وغيرها الكثير. لدى جامعة بالدوين والاس رحلات يقودها أعضاء هيئة التدريس سنويًا إلى أماكن مثل أوروبا وأيسلندا والهند وإيطاليا والإكوادور والصين. بالإضافة إلى ذلك، تقدم الكلية رحلات محلية ذات طابع أمريكي مثل متابعة مسار لويس وكلارك.

### برامج التوعية
تستخدم جامعة بالدوين والاس برامج مثل صاعد منظم وطالب جامعة بالدوين والاس للوصول إلى وخدمة الطلاب من منطقة مدارس كليفلاند متروبوليتان. كان برنامج الطالب يسمى سابقًا «برنامج باربرا بيرد بينيت»، الذي سمي على اسم باربرا بيرد بينيت، التي أسست البرنامج ومولته حتى مغادرتها منطقة مدارس
دائرة مدارس كليفلاند البلدية. كانت باربرا بيرد بينيت أول رئيسة تنفيذية لمنطقة مدارس كليفلاند البلدية التعليمية. اليوم يستمر برنامج جامعة بالدوين والاس الطالب بتمويل من الكلية. تستخدم جامعة بالدوين والاس أيضًا الفرص المتاحة في كليفلاند الكبرى لتعلم الخدمة. تعلم الخدمة هو طريقة تدريس توفر فرصًا للطلاب للتعلم والتطوير من خلال تجربة خدمة منظمة بعناية 

## حرم الجامعة

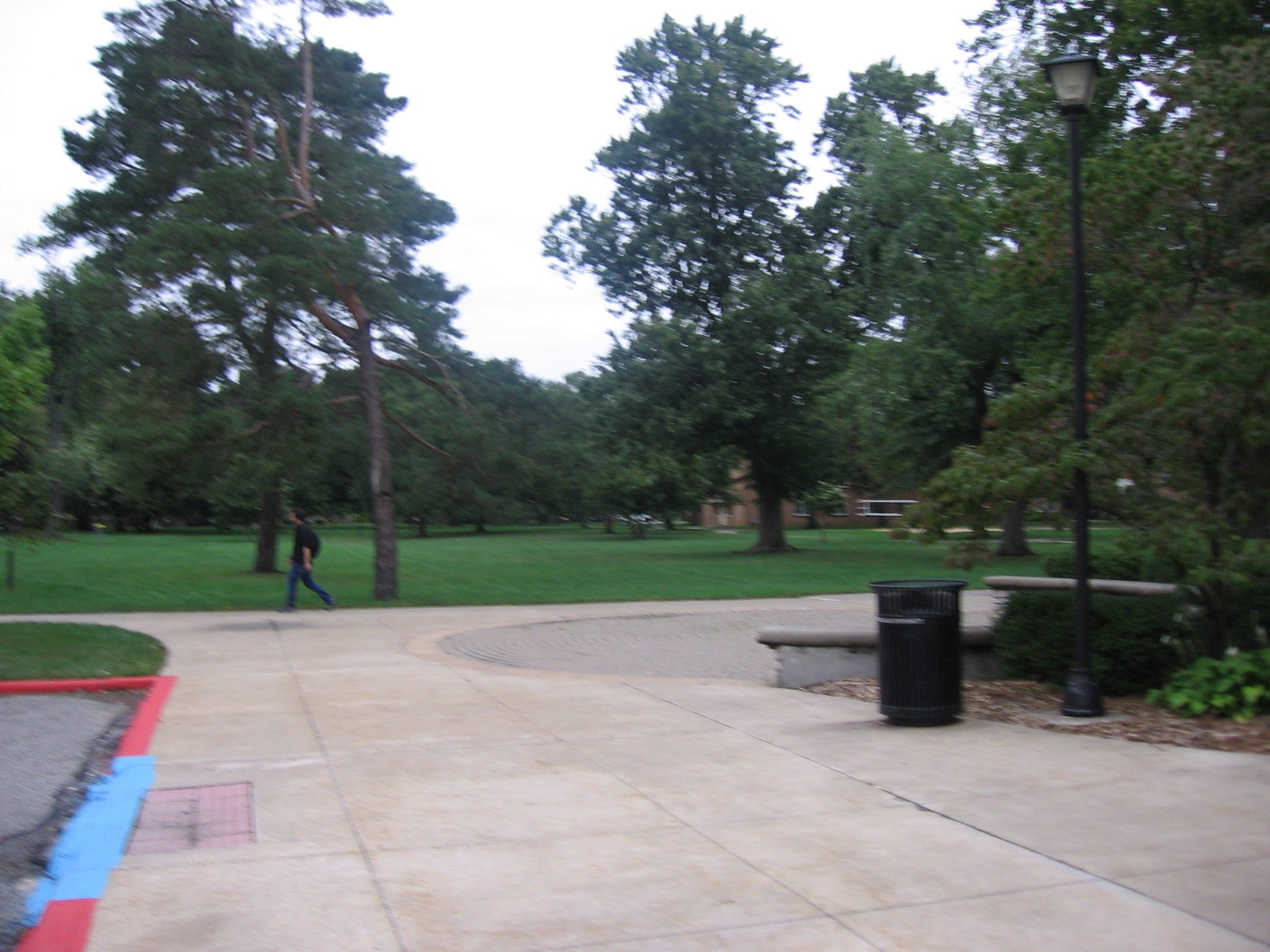
رباعية في حرم بالدوين والاس خارج مكتبة ريتر

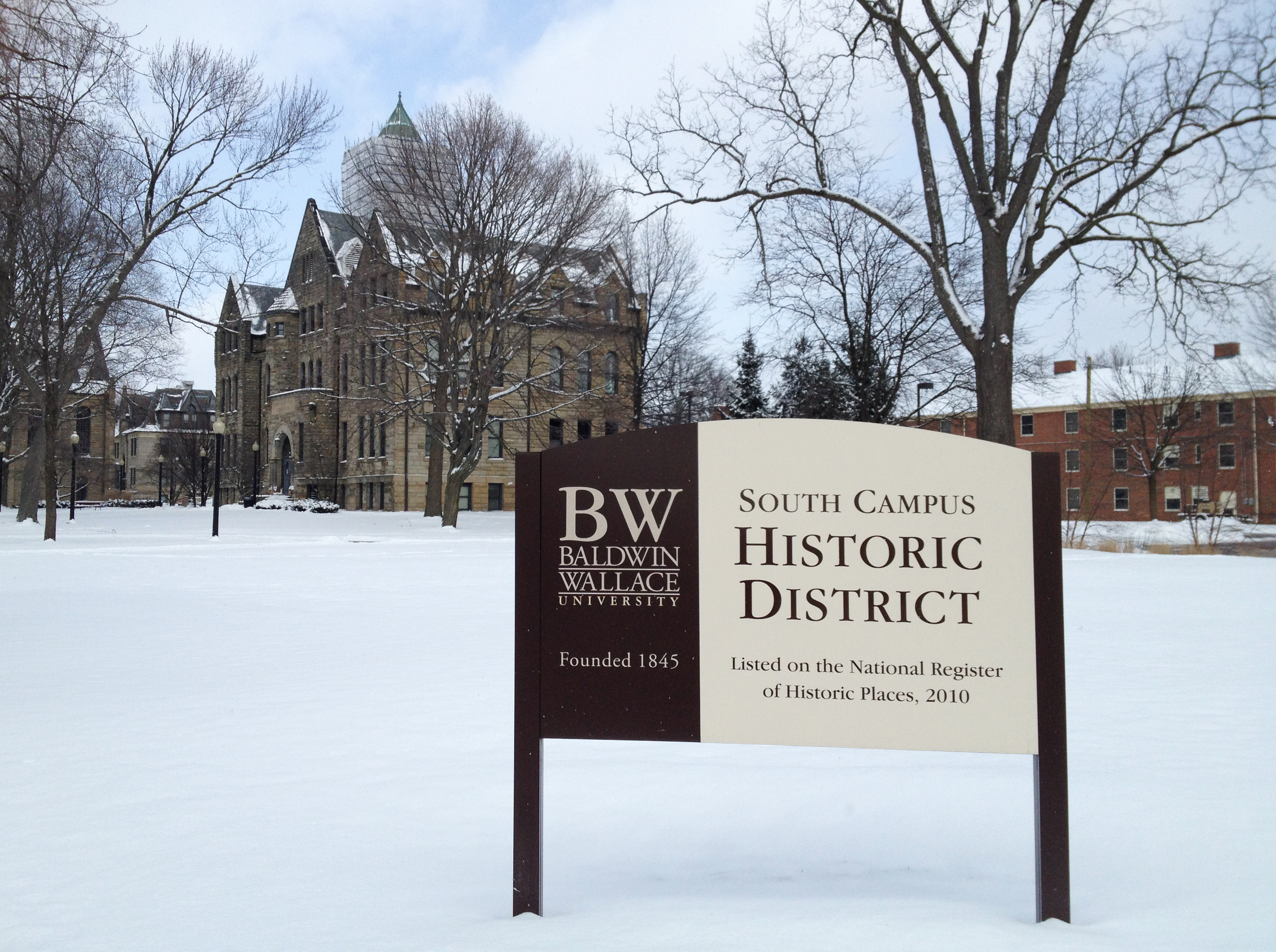
علامة المنطقة التاريخية بالحرم الجنوبي

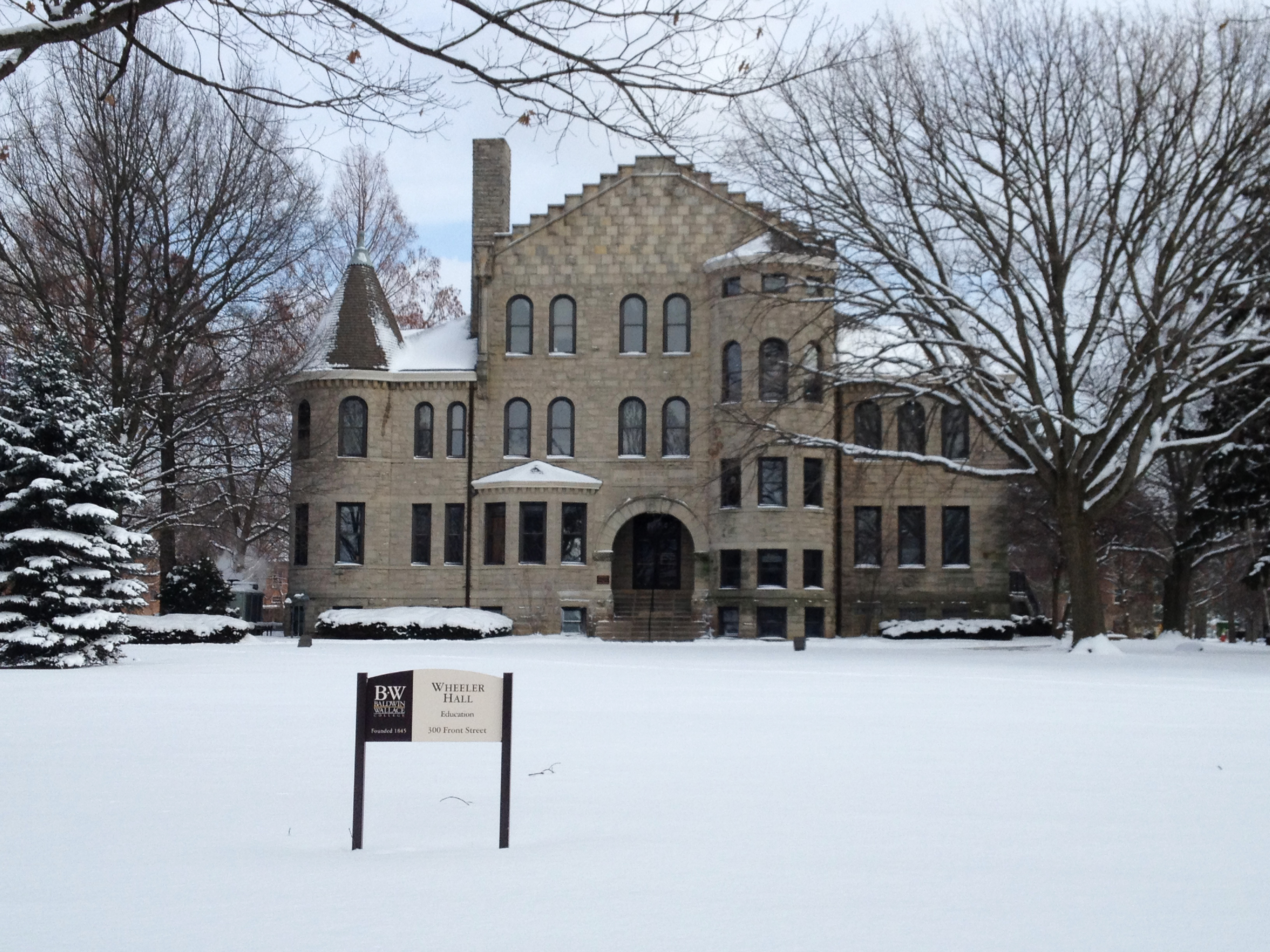
قاعة ويلر هي واحدة من عدة مبانٍ جزء من منطقة الحرم الجامعي التاريخية الشمالية

يقع الحرم الجامعي في مدينة بيريا بولاية أوهايو إحدى ضواحي مدينة كليفلاند بولاية أوهايو. تم بناء الحرم الجامعي حول أرض كانت في الأصل مدرستين منفصلتين تم دمجهما في عام 1913. يقع الحرم الجامعي نفسه بجوار مدرسة مدرسة بيريا ميدبارك الثانوية وهو مدمج في أحياء بيريا. تم توسيع غالبية الحرم الجامعي الموجود اليوم في الستينيات والسبعينيات. تفتخر جامعة بالدوين والاس بالعديد من المساحات الخضراء حول الحرم الجامعي، مثل الشمال كواد حيث تحيط قاعات الإقامة ومكتبة ريتر والمباني الأكاديمية بحقل كبير به أرصفة. تشمل المباني التي تحيط بالرباعية مركز ماليكي، وقاعة ويلر، ومبنى علوم الأرض والحياة، ومركز الابتكار والنمو، والمرصد، ومنزل الرئيس، والعديد من قاعات الإقامة، وجدار الخريجين. أثناء رئاسة ألفريد بريان بوندز، تم إنشاء جدار الخريجين (الموجود خلف القاعة الشمالية) لتكريم الخريجين الذين ساهموا في تطوير الحرم الجامعي. تعد الشمال كواد أيضًا موطنًا لمجموعة متنوعة من الأشجار، والبيت الأخضر، وحديقة نباتات أوهايو الأصلية ومنطقة مشتركة (تقع خلف لانج هيل). في عام 2009، افتتحت جامعة بالدوين والاس مركز توماس فاميلي للعلوم والابتكار. ربط المشروع مبنى ارض العلم وحديقة هيير. في الطرف الجنوبي من الحرم الجامعي، يوجد في جامعة بالدوين والاس العديد من المساحات الخضراء مثل كلاين فيلد وبوندز فيلد. يقع الحرم الجامعي أيضًا بجوار كو لاك (خلف شقق شقق تاون هاوس).

### منطقة الحرم الجنوبي التاريخي
جزء من حرم جامعة بالدوين والاس موجود في السجل الوطني للأماكن التاريخية. تسمى هذه المنطقة المنطقة التاريخية بالحرم الجامعي الجنوبي بكلية والاس بالدوين، وتضم العديد من المباني في المنطقة المجاورة لقاعة مارتينج. لقد جمعت بين ساحة ليسيوم فيليدج السابقة وكلية والاس الألمانية.

### منطقة الحرم الشمالي التاريخية
في عام 2012، تحركت جامعة بالدوين والاس لاقتراح الحفاظ على العديد من المباني التاريخية في الجزء الشمالي من الحرم الجامعي. منطقة الحرم الشمالي التاريخية تشمل المباني مكتبة بالدوين التذكارية وقاعة كارنيجي للعلوم (مركز ماليكي للعلوم الاجتماعية)، وقاعة ويلر (قاعة التلاوة)، وقاعة ويلكر، وقاعة تيلفر، وقاعة وارد، ومرصد بوريل، وبيت الخريجين 

### الاستدامة

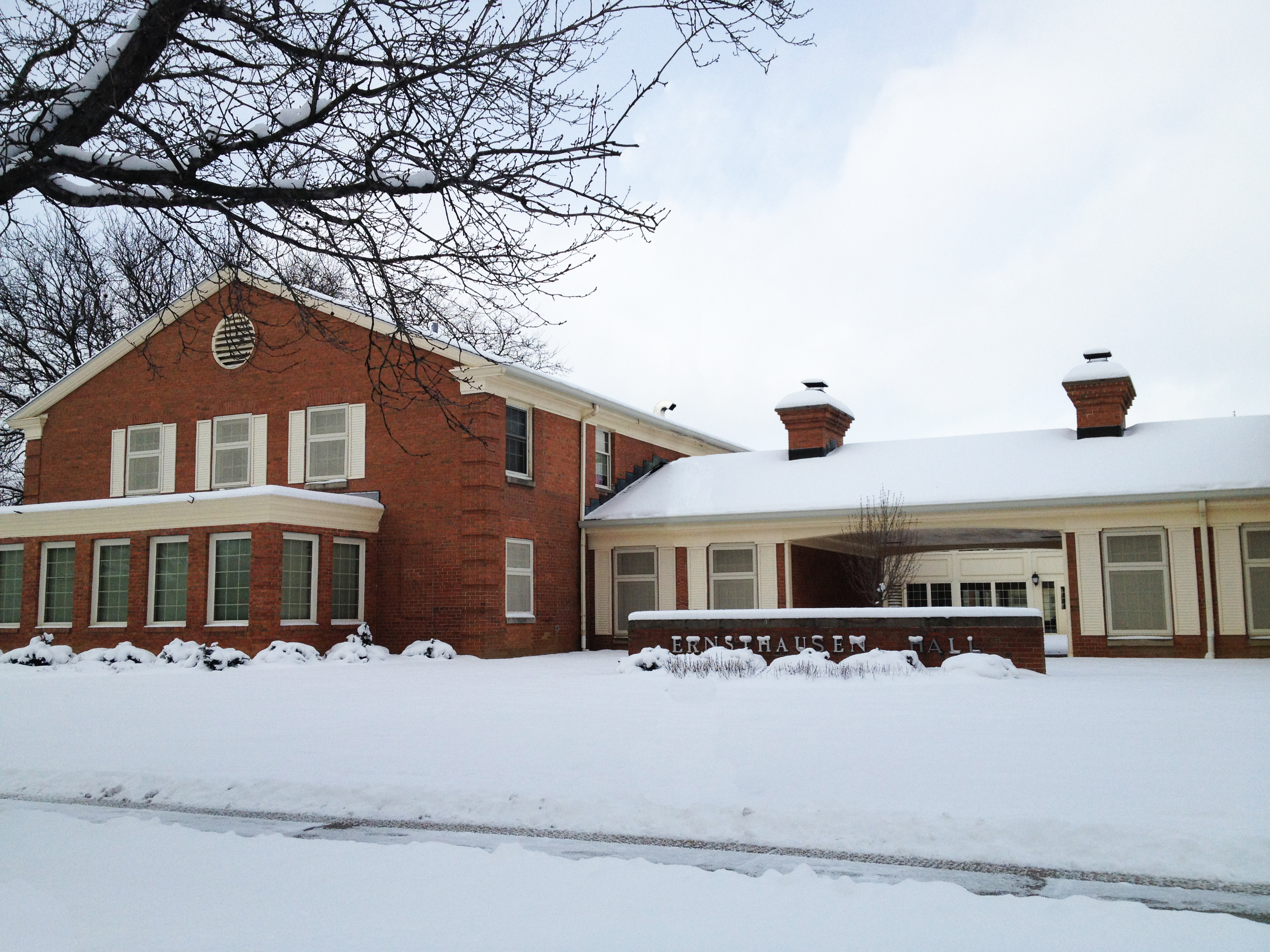
قاعة ارنستهاوزن

كانت الأسلحة البيولوجية هي الأولى في العديد من المجالات في مجال الاستدامة. في عام 2005، أصبحت جامعة بالدوين والاس أول من يمتلك قاعة إقامة في أوهايو مع نظام تدفئة وتبريد جيو-حراري. تم تجديد قاعة إرنستهاوزن التي تم بناؤها في الأصل عام 1961 في عام 2005 لاستخدام التدفئة والتبريد الحراري الجغرافي. في خريف عام 2008، أصبحت بالدوين والاس أول كلية في ولاية أوهايو تمنح درجة البكالوريوس في الاستدامة. يقدم برنامج البكالوريوس أربعة مسارات في العلوم والعلوم الاجتماعية / العلوم الإنسانية وإدارة الأعمال والتحليل الكمي. في خريف عام 2009، أصبحت جامعة بالدوين والاس أول مدرسة في الولاية تقوم بتركيب توربينات الرياح في حرمها الجامعي. تستخدم جامعة بالدوين والاس أيضًا شحم المطبخ من مرافق الطعام في قاعة ستروساكر لإنتاج وقود الديزل الحيوي لمركبات الحرم الجامعي. في عام 2012، افتتحت جامعة بالدوين والاس هاردينغ هاوس وهي قاعة إقامة تم تجديدها لتصبح «منزلًا مستدامًا». يحتوي المنزل على «لوحة عدادات للطاقة» تراقب استهلاك الطاقة وحديقة سطح نباتية تمتص مياه الأمطار التي تساعد في تنظيم درجة حرارة المبنى. بالإضافة إلى ذلك، يمتلك كل من هاردينغ هاوس ومركز الابتكار والنمو ألواحًا شمسية على أسطحهما. ستنضم بيتش63 وبيتش 21 وسايلور وكلين هالس في النهاية إلى إرنستهاوزن وهاردينج هاوس لتشمل أيضًا التدفئة والتبريد الجيوحراري.

## الحياة الطلابية

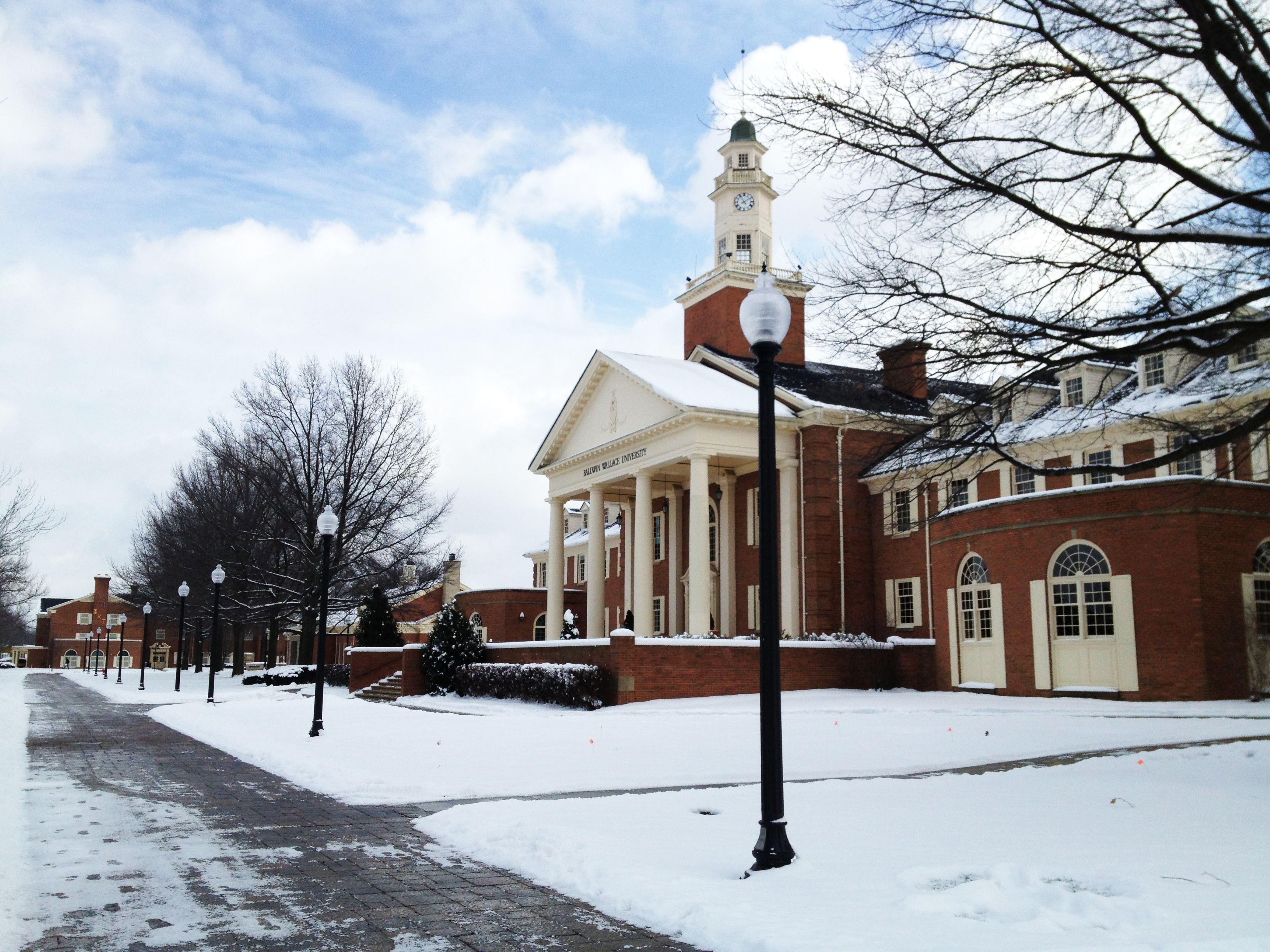
اتحاد الطلاب ستروساكر

يضم اتحاد الطلاب ستروساكر أكبر مرفق لتناول الطعام في الحرم الجامعي، ومركز الحياة الطلابية (مكاتب الحياة في الحرم الجامعي)، ومكاتب إدارية مختلفة، ومكاتب تنظيم الطلاب وغرف الاجتماعات، ومقهى سايبر ومكتبة الحرم الجامعي. مركز النشاط الطلابي (SAC)، الذي تم تجديده في أواخر التسعينيات، كان عبارة عن صالة ألعاب رياضية للسيدات في ثلاثينيات القرن الماضي، ويستخدم اليوم في الحفلات الموسيقية والفعاليات الطلابية المختلفة.

### الإسكان

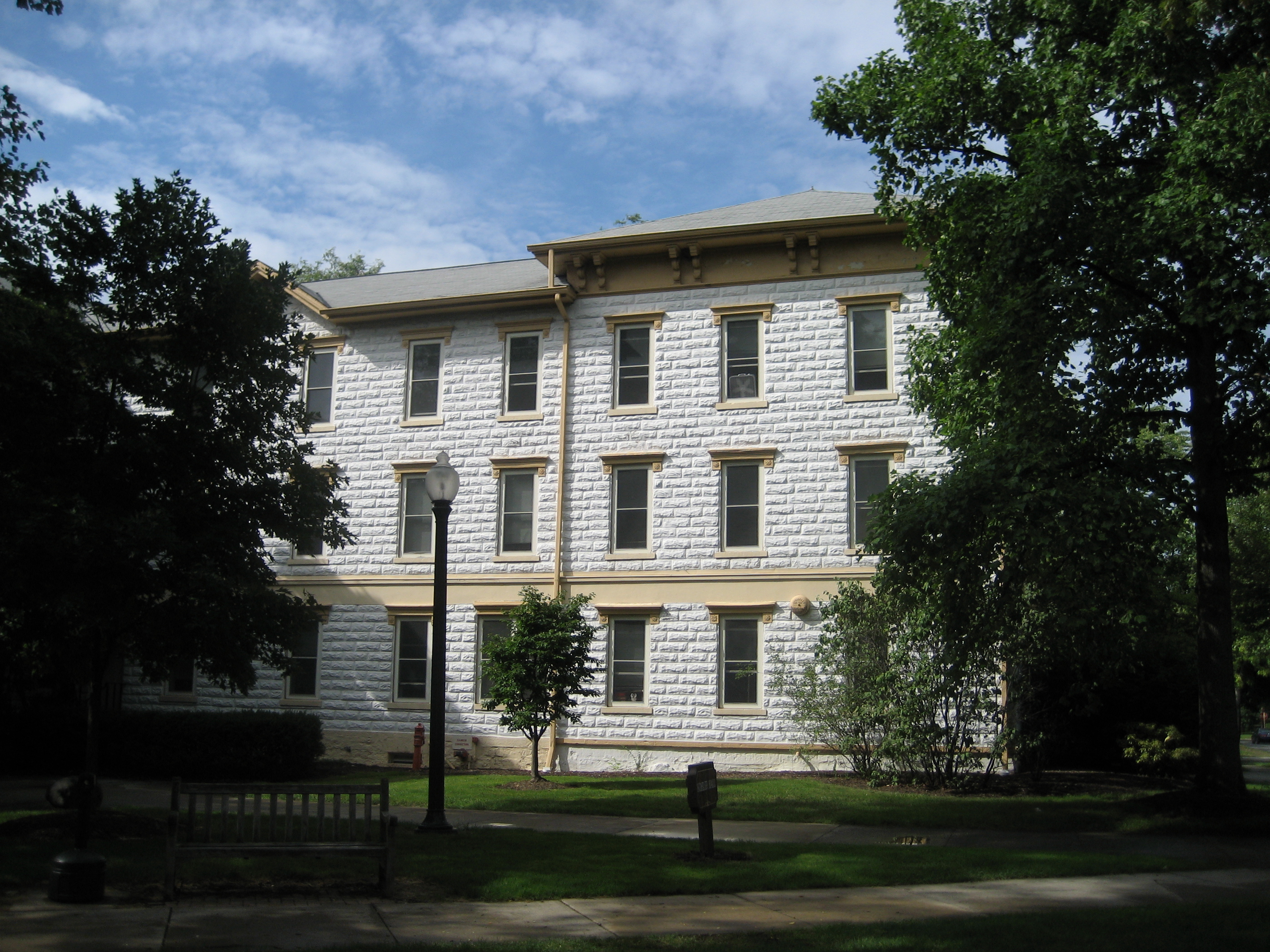
كوهلر هول

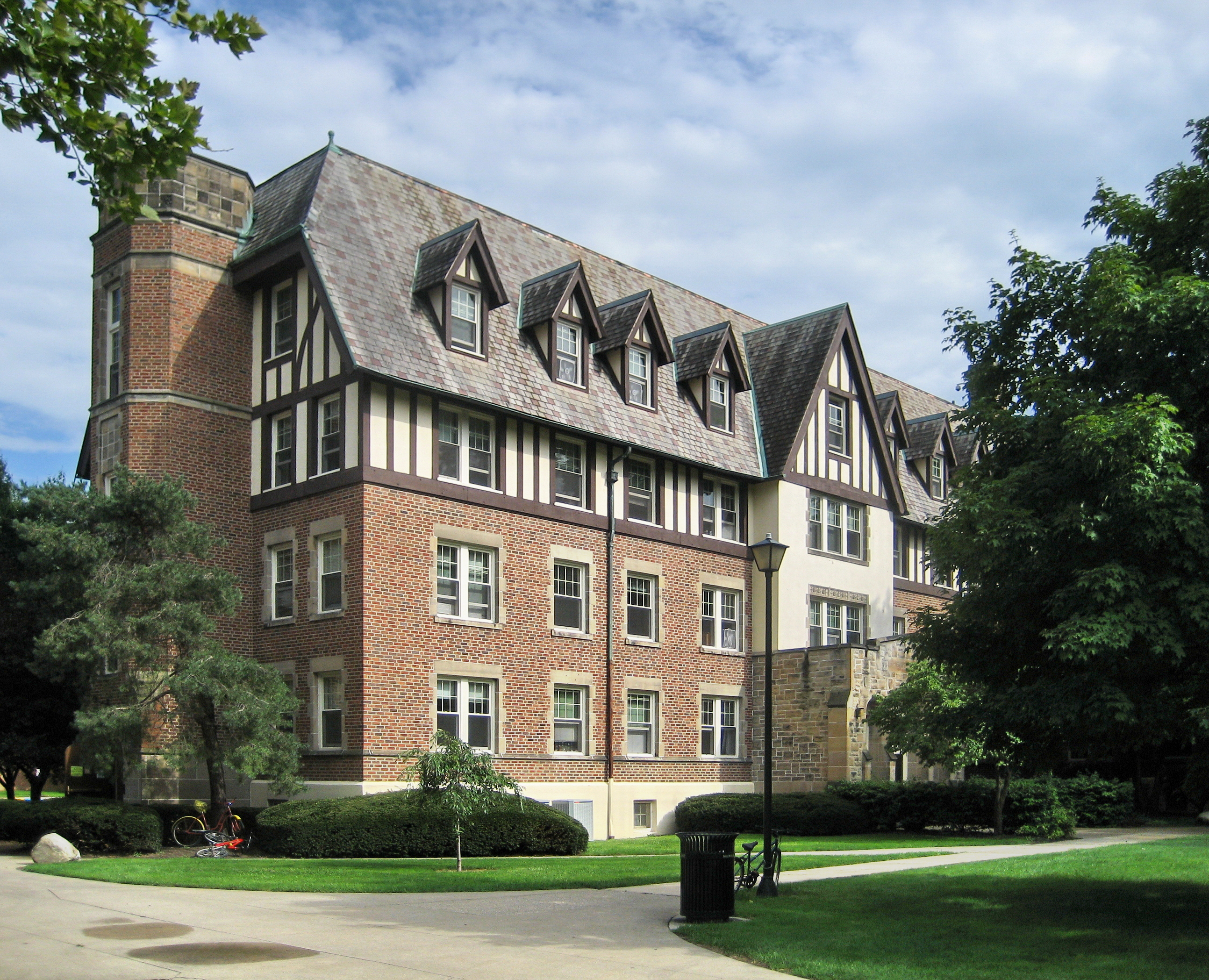
لانج هول

هناك موقعان حيث يتم إيواء الطلاب. الأول هو الحرم الشمالي الذي يضم قاعات شمال طريق باجلي. يضم الحرم الشمالي شقق لانج وفندلي وشمال وهاملتون. حصلت الكلية على ميدان تدريب سابق ومبنى مكاتب عندما تم نقل الفريق إلى بالتيمور. يضم كل من فيندلي هول ولانج هيل طلابًا من الدرجة الأولى، لكن القاعة الشمالية عادة ما تضم طلاب السنة الأولى. كانت لانج هول هي قاعة الإقامة الوحيدة للنساء حتى عام 2008.
يشتمل الحرم الجامعي الجنوبي عادةً على قاعات سكنية تقع جنوب طريق باجلي. تشكل ديفيدسون كومونز مجمع الطلاب الجدد. 21 خشب الزان هي أيضًا موطن لإسكان هونورز. يضم إرنستهاوزن والتراث والدستور عادة المنظمات اليونانية واليونانية. توجد المنظمات اليونانية في قاعات الإقامة لأنه لا توجد دور للأخوة / نادي نسائي. يقع
قاعة كوهلر ومركز الكرمل للعيش والتعلم (المشار إليه باسم كراميل هيل) وتاون هاوس بيريا في الطرف الجنوبي من الحرم الجامعي. قاعة إرنستهاوزن هي أول مبنى سكني في حرم أوهايو يستخدم الطاقة الحرارية الأرضية.
افتتح ديفيدسون كومنز خلال العام الدراسي 2013-14. فهو يجمع بين قاعات ديفيدسون وكلاين وسايلور، والتي تم تجديدها جميعًا بغرف نوم على طراز الأجنحة، تتكون كل منها من غرفتي نوم أو ثلاث غرف نوم وحمام واحد مشترك.
يقع كوهلر هيل، الذي كان في الأصل مستشفى لقدامى المحاربين في الحرب الأهلية ولاحقًا للمرضى العقليين، بجوار المعهد الموسيقي مباشرةً، وكان معظمه يضم طلابًا في المعهد الموسيقي، قبل أن يتم التخلي عنه ومن المقرر هدمه في عام 2018.
يوجد في جامعة بالدوين والاس أيضًا العديد من الشقق داخل الحرم الجامعي والتي تشمل
فلوريسكي وهاملتون هاوس وتاون هاوس بيريا، والتي تضم جميعها طلابًا كبارًا وطلاب ماجستير إدارة أعمال دوليين. أيضًا، يقدم بالدوين والاس منازل داخل الحرم الجامعي لمجموعات الطلاب وكبار رجال الأعمال.

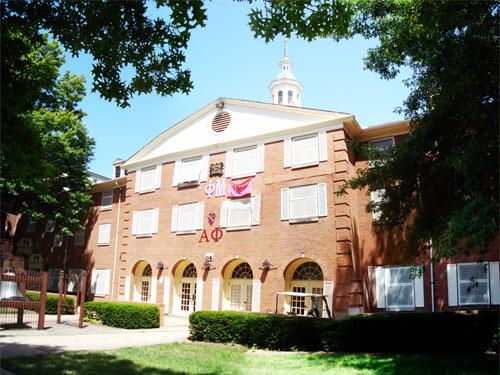
قاعة التراث مع العديد من أوسمة الحياة اليونانية

### المنظمات الطلابية
تضم بالدوين والاس أكثر من 100 نادي ومنظمة. يقدم بالدوين والاس منظمات للعديد من التخصصات الأكاديمية في الكلية. تشمل بعض المنظمات الموجودة في الحرم الجامعي (التي تمول ما يقرب من 80 منظمة في الحرم الجامعي)والإنتاج الترفيهي في الحرم الجامعي، ومجلس نشاط المسافر، وليلة في المدينة. يحتوي الحرم الجامعي على مجموعات متنوعة مثل اليس (منظمة مرتبطة بـ LBGT) ونادي ثقافة الشرق الأوسط (MECC)، وجمعية الطلاب الأمريكيين من أصل إسباني، وتحالف الطلاب السود، وجمعية الطلاب الأمريكيين الأصليين.

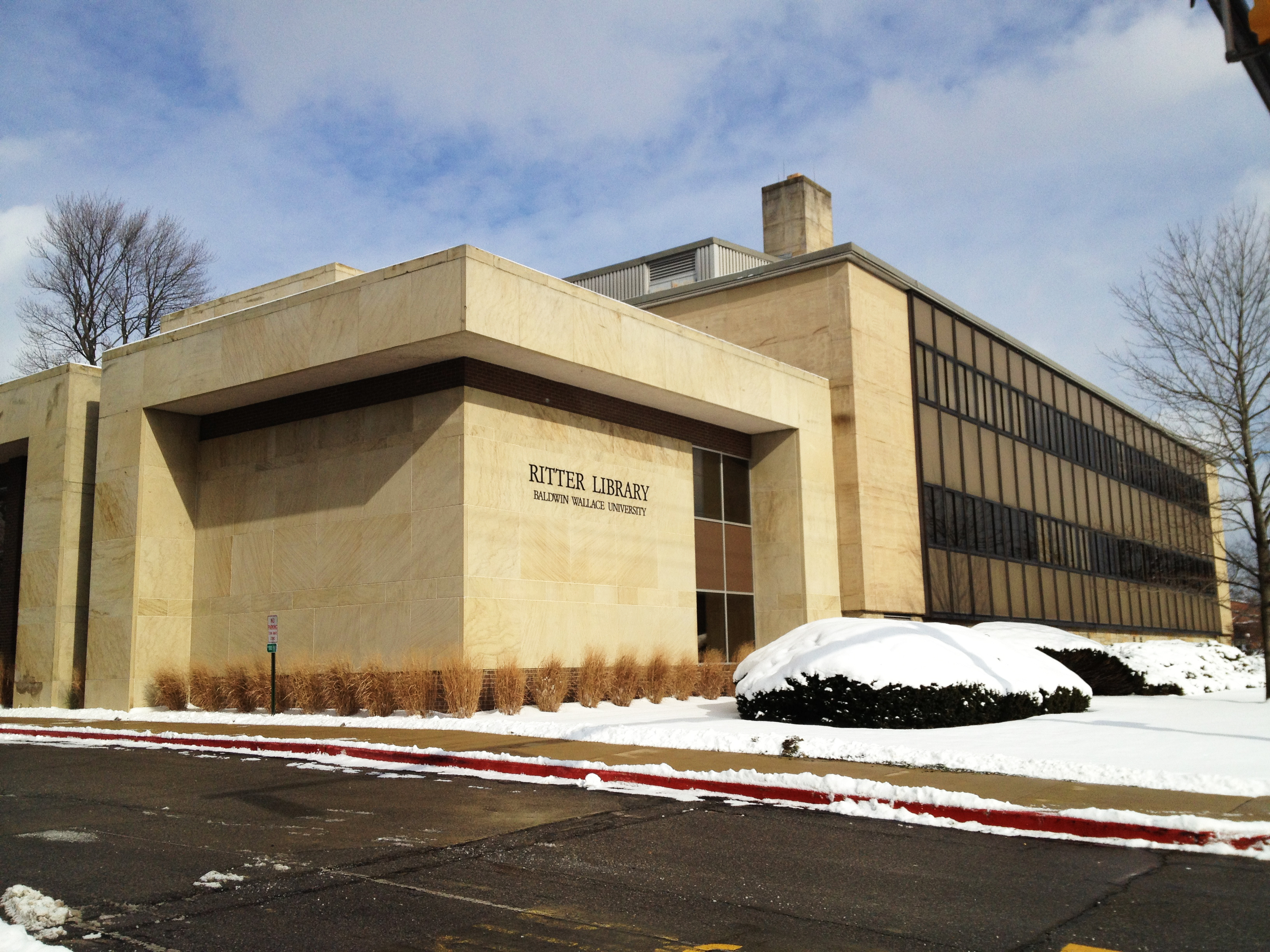
مكتبة ريتر

يضم حرم جامعة بالدوين والاس خمس أخويات وخمس جمعيات نسائية والعديد من الألقاب الفخرية. يتم إيواء جميع الأخويات والجمعيات النسائية النسائية في قاعات الإقامة. يوجد معظمها في قاعة التراث والبعض في الدستور. في الماضي، تم إيواء المنظمات اليونانية في قاعات مثل القاعة الشمالية وإرنستهاوزن. لا تمتلك منظمات الحياة اليونانية منازل داخل الحرم الجامعي بسبب حظر دور الأخوة والناشئة من قبل مدينة بيريا في الستينيات. إلى جانب الأخويات والجمعيات النسائية، تضم الكلية أكثر من 25 جمعية شرف للأكاديميين ومجالات المشاركة.

### وسائل الإعلام في الحرم الجامعي
على الرغم من أن بالدوين والاس لا يقدم تخصصًا في الصحافة (فصول دراسية فقط)، إلا أن الحرم الجامعي به وسائط طلابية. أطول صحيفة رسمية للجامعة هي الأس. تشرف شركة وسائل الإعلام الأس على ورقتين بعنوان "Buzz!" و «الأس». يوجد بالكلية مجلتان يديرهما الطلاب، الدوامة والطاحونة. الدوامة هي مجلة ساخرة عُرف عنها السخرية من قضايا الحرم الجامعي. ذا ميل هي مجلة جامعة بالدوين والاس الأدبية والفنية السنوية. يعرض إبداع الجسم الطلابي بأكمله.
يوفر الحرم الجامعي فرصًا للطلاب في مجال التلفزيون والراديو. يتيح BuzzTV للطلاب إنتاج أفلام قصيرة وعروض يتم بثها محليًا. لدى جامعة بالدوين والاس أيضًا محطة راديو WBWC 88.3 FM. يوجد في المحطة الإذاعية دي جي للطلاب يديرون برامج إذاعية. العديد من الطلاب هم من تخصصات البث. وقع WBWC لأول مرة في عام 1958 كأول محطة إذاعية ممولة بالكامل من الطلاب وتشغيلها في الولايات المتحدة.

## الألعاب الرياضية

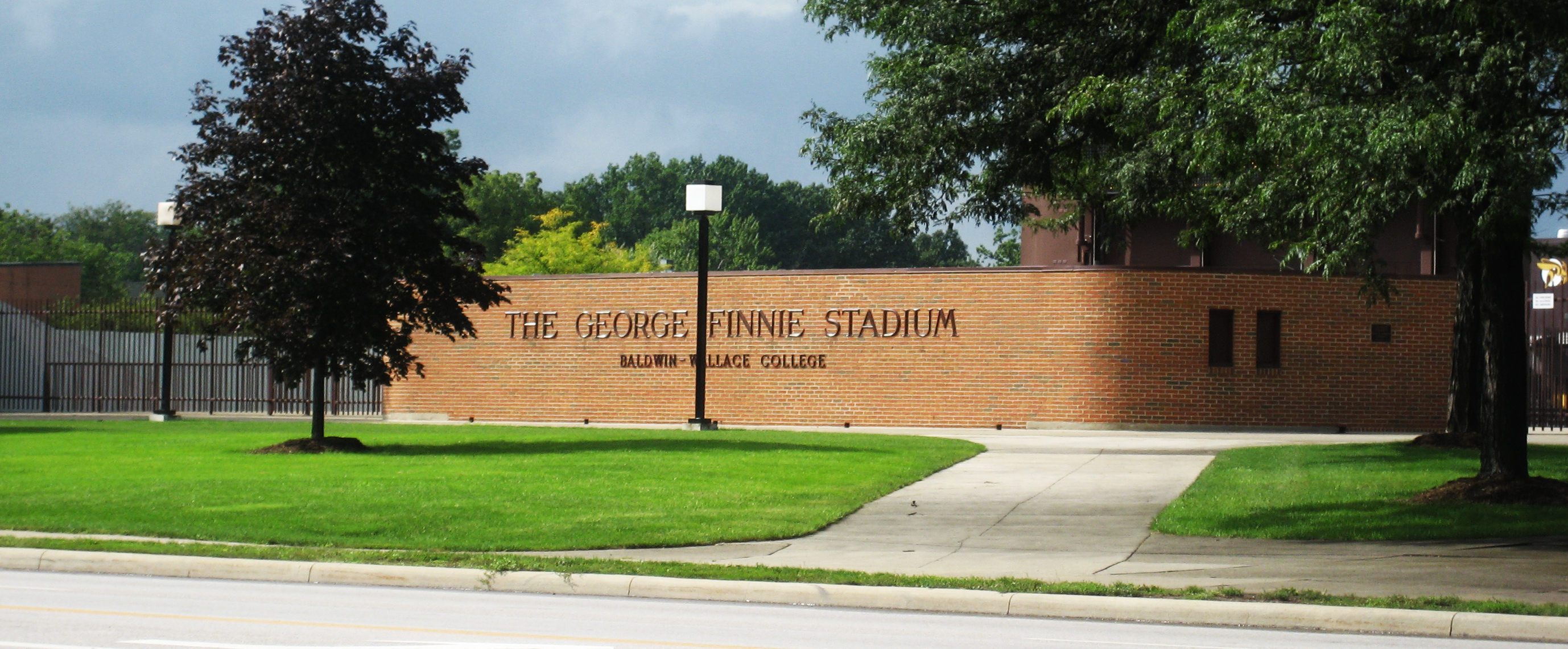
ملعب جورج فيني موطنه ملعب تريسل

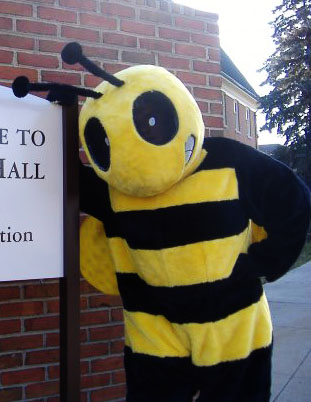
تميمة جامعة بالدوين والاس "Stinger"

ألوان مدرسة جامعة بالدوين والاس هي رسميًا البني والذهبي، على الرغم من أنها اعتمدت في الماضي على اللون العنابي والأزرق المخضر بالإضافة إلى المارون والذهبي في أدبيات التسويق الخاصة بهم.
الفرق الرياضية في المدرسة هي جاكيتات بالدوين والاس صفراء . يشاركون في القسم الثالث من NCAA ومؤتمر أوهايو الرياضي . الجامعة لديها منافسات طويلة مع جامعة جون كارول وجامعة ماونت يونيون .
تم تدريب فريق بالدوين والاس لكرة القدم من قبل لي تريسيل، الذي قاد الفريق إلى رقم قياسي غير مهزوم في عام 1978، وبعد ذلك بطولة NCAA Division III. في عام 2008، تم تجديد العشب الرياضي في استاد جورج فيني وأطلق عليه اسم «ملعب تريسل» تكريما لعائلة تريسل .
ربما كان أبرز رياضي من القرن العشرين هو هاريسون ديلارد، الرجل الوحيد حتى الآن الذي فاز بالألقاب الأولمبية في كل من سباقات العدو والعربات، في دورة الألعاب الأولمبية الصيفية لعام 1948. تم تسمية فرق السترات الصفراء في مدرسة سيدني الثانوية بعد أن أصبح غرانفيل روبنسون، خريج بالدوين والاس، مدربًا رئيسيًا في مدرسة سيدني الثانوية.
في عام 2009، بعد ما يقرب من 20 عامًا من الاستخدام، اعتمدت جامعة بالدوين والاس شعارًا جديدًا وعدلت التميمة للفرق الرياضية.

## روابط خارجية
- الموقع الرسمي
- الموقع الرسمي لألعاب القوى
- موسوعة تاريخ جامعة بالدوين والاس